# Cirilo de Alameda y Brea
Cirilo de Alameda y Brea (Torrejón de Velasco, 9 de julio de 1781 - Madrid, 30 de junio de 1872) fue un religioso español.

## Biografía
Entró con doce años en la Orden Franciscana y tras alcanzar el sacerdocio prosiguió con su formación.
Su gran influencia en la orden religiosa a la que pertenecía le permitió acercarse a la Corte de Fernando VII donde ejerció una notable influencia. De 1817 a 1824 fue ministro general de su Orden y al terminar su mandato fue designado vicario general de España, lo que implicaba seguir gobernando la orden en España, pero en 1830, el nuevo nuncio, monseñor Tiberi, menos proclive a los postulados absolutistas de fray Cirilo y de Giustiniani, quien le había precedido en la nunciatura, forzó el relevo y en el capítulo general de la orden celebrado en Alcalá de Henares fue elegido ministro general el anciano fray Luis Iglesias González. Por otro lado, el indisimulado apoyo de fray Cirilo a las pretensiones del hermano menor del rey, Carlos María Isidro, su oposición al nuevo matrimonio del monarca y algunas indiscreciones pusieron en su contra a Fernando VII, que en septiembre lo obligó a salir de la corte y, cuando podo después falleció el arzobispo de Santiago de Cuba, encontró el modo de desterrarle políticamente presentándolo para cubrir la vacante, llegando la confirmación de Roma el 30 de septiembre de 1831 y recibió la consagración en la catedral de Sevilla el 12 de marzo de 1832.
Sus posiciones absolutistas le hicieron ser considerado un peligro para la causa liberal en 1837, después de que el motín de la Granja de San Ildefonso permitiese la derogación del Estatuto Real de 1834 y la restitución de la Constitución liberal gaditana.
Huyó de Cuba para terminar en Francia apoyando en la guerra civil al pretendiente carlista al trono de España, Carlos María Isidro de Borbón frente a la reina Isabel II. No obstante, el triunfo isabelino en la guerra, se le consideró reintegrado a la sociedad española y fue propuesto por la reina Isabel para ser arzobispo de Burgos en 1849, siendo elegido senador vitalicio. Más tarde fue igualmente propuesto y elevado a arzobispo primado de las Españas en Toledo en 1857.
Volvió a apoyar la causa carlista con ocasión de la intentona de San Carlos de la Rápita, aunque no se actuó contra él, pero eso le impidió que prosperase su pretensión de alcanzar el cardenalato de Santiago de Compostela.
En el momento de su muerte era el cardenal de mayor edad. Su cuerpo reposa en la Capilla de la Bienaventurada Virgen María del Sagrario de la Catedral de Toledo.